# Успение Богородично (Макеш)
Вижте пояснителната страница за други значения на Успение Богородично.
„Успение на Пресвета Богородица“ (на гръцки: Κοιμήσεως της Θεοτόκου) е православна църква в сярското село Макеш (Амбели), Гърция, част от Сярската и Нигритска епархия.
Църквата е изградена в центъра на селото в 1929 година. Пострадва от земетресението в 1978 година и е обновена на следната 1979 година. В архитектурно отношение е базилика без купол с по-висок среден кораб.
Към енорията принадлежат и храмовете „Сретение Господне“ от 1800 година и „Свети Трифон“.